# Embajada de España en la República Dominicana
La Embajada de España en la República Dominicana es la máxima representación legal de España en la República Dominicana.

## Historia
Las relaciones diplomáticas entre el Reino de España y la República Dominicana se iniciaron mediante la firma del Tratado de Reconocimiento, Paz, Amistad y Comercio de 1855. Durante la guerra civil española (1936-1939), la República Dominicana bajo la Presidencia Rafael Trujillo apoyó a la Facción nacionalista del General Francisco Franco. Aunque era partidario de Franco, la República Dominicana permitió la entrada de varios miles de refugiados republicanos españoles que huían de España para buscar refugio en el país. En 1954, el presidente Trujillo realizó una visita oficial a España y visitó con el general Franco. En junio de 1976, el Rey Juan Carlos I de España realizó una visita a la República Dominicana en su primer viaje internacional como Rey.

## Embajadora
La actual embajadora es Lorea Arribalzaga Ceballos, quien fue nombrada por el gobierno de Pedro Sánchez el 18 de junio de 2025.

## La Embajada de España
El edificio de representación del Reino de España es la embajada española en Santo Domingo. La cancillería y el consulado-general de España se encuentra en Avenida Independencia 1205, Santo Domingo.

## Otras propiedades de la Embajada de España
Aparte, España tiene los siguientes propiedades afuera de las instalaciones de la embajada:
- Residencia de la Embajada (Avenida Independencia 1205, Santo Domingo)
- Oficina Económica y Comercial (Avenida Winston Churchill, Torre BHD, 4º piso, Santo Domingo)
- Oficina Técnica de Cooperación (AECID) (Avenida Dr. Delgado 166, Gazcue, Santo Domingo)